# Orestes (naczelnik wojsk)
Flawiusz Orestes, Flavius Orestes (ur. ?, zm. 28 sierpnia 476) − ojciec Romulusa Augustulusa, ostatniego cesarza zachodniorzymskiego.
Mianowany naczelnikiem wojsk w początkach 475 roku przez Juliusza Neposa, już w kilka miesięcy po objęciu dowództwa Orestes podniósł bunt i obalił cesarza. Nie przejął jednak władzy osobiście, tylko koronował na cesarza swego małoletniego syna Romulusa.
Zginął 28 sierpnia 476 w Piacenzy zabity przez żołnierzy Odoakra.